# Camellia renshanxiangiae
Camellia renshanxiangiae là một loài thực vật có hoa trong họ Theaceae. Loài này được C.X.Ye & X.Q.Zheng mô tả khoa học đầu tiên năm 2001.